# Verdrag van Parijs (1810)

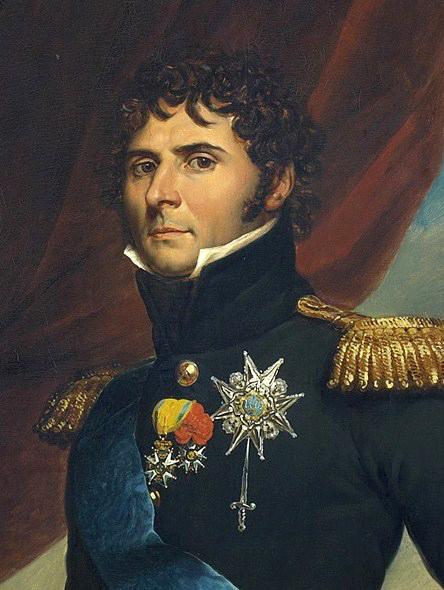
Om de vrede te bezegelen werd een Franse maarschalk, Jean-Baptiste Bernadotte, uitgenodigd om kroonprins van Zweden te worden

Het Verdrag van Parijs, ook wel Vrede van Parijs genoemd, was een vredesverdrag getekend in Parijs op 6 januari 1810 tussen Zweden en Napoleons Eerste Franse Keizerrijk. Rusland speelde een bemiddelende rol bij de onderhandelingen.
De vrede werd gesloten na de pijnlijke Zweedse nederlaag tegen Rusland – destijds een Franse bondgenoot – in de Finse Oorlog. Hierdoor moest Zweden Finland afstaan aan de Russen. Rusland had oorlog verklaard aan Zweden nadat het land had geweigerd om zich aan te sluiten bij het Continentaal Stelsel, een handelsboycot van het Verenigd Koninkrijk waarmee Napoleon poogde de Britten economisch op de knieën te krijgen.
Met het Verdrag van Parijs sloot Zweden zich alsnog aan bij het Continentaal Stelsel. Hierbij kwamen de Zweden overeen om hun havens te sluiten voor Britse schepen en goederen (met uitzondering van zout, een kleine concessie van de Fransen). In ruil hiervoor gaven de Fransen Zweeds-Pommeren, dat al sinds 1807 door Franse troepen bezet was, terug aan Zweden.
Het verdrag beëindigde de oorlog tussen Frankrijk en Zweden die in 1805 was uitgebroken, na de ontvoering en executie van hertog Lodewijk Antoon van Enghien op orders van Napoleon. Zweden had zich op 31 oktober 1805 bij de Derde Coalitie gevoegd en oorlog aan Frankrijk verklaard. Na de Vrede van Tilsit in 1807 was Zweden, samen met het Verenigd Koninkrijk, overgebleven als enige vijand van Frankrijk in Europa.
Om de vrede te bezegelen stelde Napoleon voor om een van zijn maarschalken te benoemen tot kroonprins van Zweden. Het werd Jean-Baptiste Bernadotte. Hij werd in 1818 koning van Zweden als Karel XIV Johan en stichtte hiermee het huidige Zweedse koningshuis Bernadotte.
De vrede tussen Frankrijk en Zweden bleef niet lang in stand. Napoleon stond de Zweden niet toe om Noorwegen (in handen van de Franse bondgenoot Denemarken) te annexeren als compensatie voor het verlies van Finland. De Zweden begonnen het Continentaal Systeem al snel te negeren en weer met de Britten handel te drijven. Als straf hiervoor werd Zweeds-Pommeren in januari 1812 weer bezet door Franse troepen. In april van dat jaar sloot Zweden het Verdrag van Sint-Petersburg met Rusland, een nieuw bondgenootschap tegen Frankrijk dat al snel uitgroeide tot de Zesde Coalitie die Napoleon uiteindelijk zou verslaan en in 1814 tot aftreden zou dwingen.